# Catedral de la Santísima Trinidad (Puerto Príncipe)
La Catedral de la Santísima Trinidad (en francés: Cathédrale de la Sainte-Trinité de Port-au-Prince) es la principal catedral de la Diócesis Episcopal de Haití. La actual Catedral de la Santísima Trinidad se encuentra en el centro de Port-au-Prince, en la esquina de la avenida. Mgr. Guilloux & Rue Pavée. La Catedral de la Santísima Trinidad ha sido destruida seis veces, incluyendo en el devastador terremoto del 12 de enero de 2010.
La actual Catedral de la Santísima Trinidad era conocida por sus murales interiores, que representaban diversas historias de la Biblia usando sólo personas de origen africano y negros. Los murales fueron pintados por algunos de los artistas más conocidos de Haití del siglo XX.